# Nicolaaskerk (Haren)

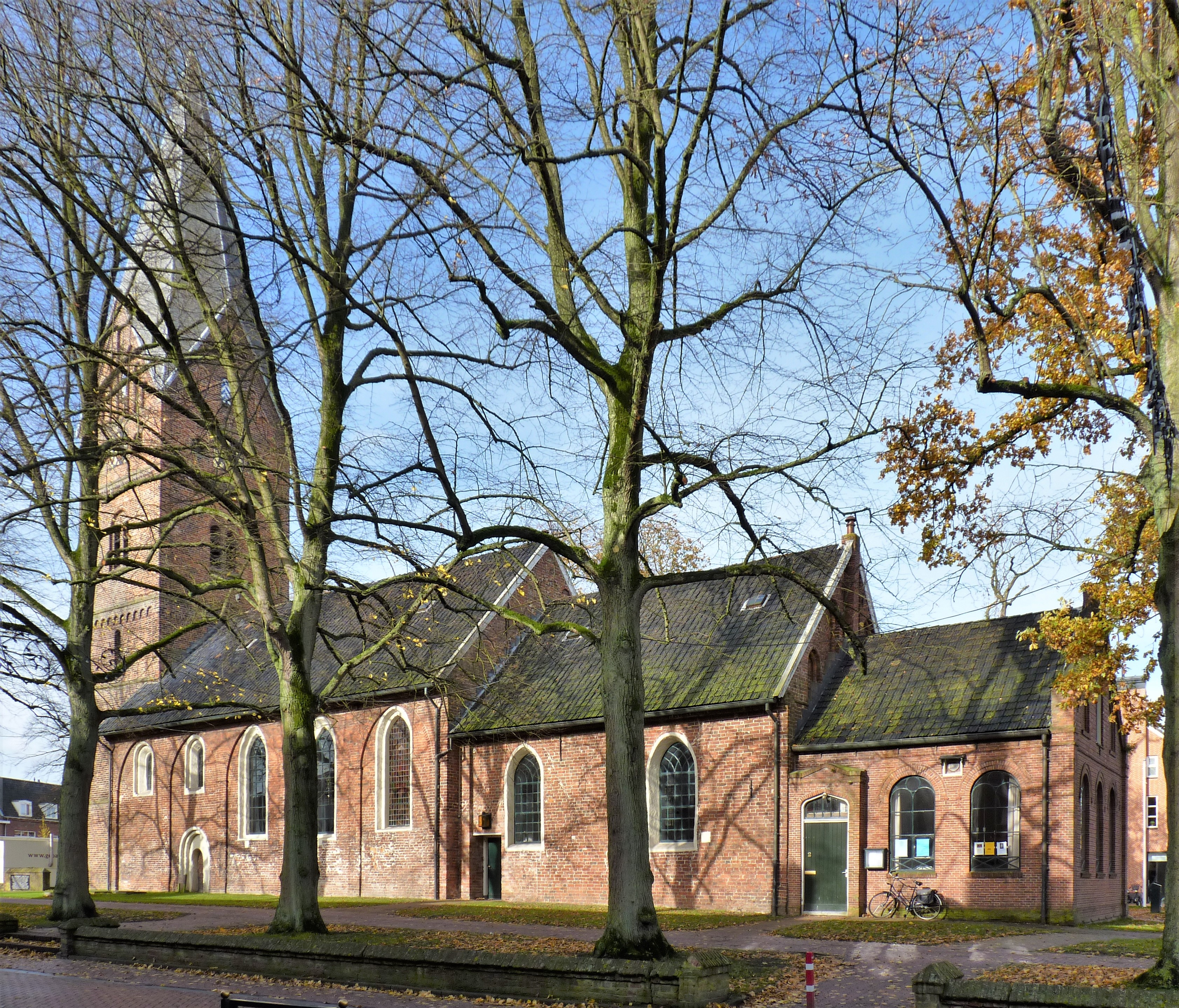
Nicolaaskerk in Haren, romanisch und gotisch

Die Nicolaaskerk in Haren, einem Stadtteil der niederländischen Provinzhauptstadt Groningen, ist ein Backsteinbau. Sie wird von der Hervormde Gemeente Haren-Onnen genutzt, die zur Protestantischen Kirche in den Niederlanden gehört.

## Geschichte
Das Bauwerk wurde im 12. Jahrhundert in romanischem Stil begonnen und im 13. Jahrhundert im romano-gotischen Übergangsstil fertiggestellt. Der Turm brannte mehrmals ab und wurde danach jeweils wieder erneuert. Eine grundlegende Restaurierung des Gebäudes fand 1914 statt.

## Ausstattung
An der Kanzel aus dem 1725 (mit Schalldeckel) ist eine Kanzeluhr angebracht.
Die Orgel wurde 1776 von Albertus Antonius Hinsz gebaut. Sie wurde im Jahre 2002 restauriert.
Das Geläut stammt aus dem Jahre 1698.

## Belege
1. ↑  Website der Kirchengemeinde.
2. ↑  Baubeschreibung des Rijksdienst voor Archeologie, Cultuurlandschap en Monumenten (niederländisch), abgerufen am 31. Oktober 2018.
3. ↑  Haren, Hervormde Kerk auf www.orgelsite.nl (niederländisch), abgerufen am 31. Oktober 2018.
4. ↑  Toren der Hervormde Kerk, abgerufen am 31. Oktober 2018.

Koordinaten: 53° 10′ 21,09″ N, 6° 36′ 18,35″ O